# Blažejský rybník
Blažejský rybník je přírodní památka v okrese Karlovy Vary. Chráněné území s rozlohou 46,7 ha bylo vyhlášeno 20. května 2014. Nachází se jeden kilometr severovýchodně od Branišova v okolí Blažejského rybníka a je v péči Krajského úřadu Karlovarského kraje.

## Předmět ochrany
Předmětem ochrany je evropsky významná lokalita s mozaikou vlhkých a podmáčených biotopů a v nich žijících vzácných druhů rostlin a živočichů.
Na břehu rybníka stojí zřícenina kostela svatého Blažeje a okolo vede naučná stezka svatého Blažeje.

## Přírodní poměry

### Geomorfologie a geologie
Území se nachází v geomorfologickém celku Tepelská vrchovina, v podcelku Toužimská plošina. Územím protéká Úterský potok.
Na území převládají metamorfované horniny svory, severně a severozápadně se zvedají kopce Branišovský vrch (813 m) a Třebouňský vrch (825 m). Ty tvoří třetihorní vulkanické horniny trachyty Tepelské vrchoviny. Východně od přírodní památky se vyskytují svory až svorové ruly krystalinika Českého masivu.

### Flóra a fauna
Vegetaci tvoří komplex trvalých travních porostů a vodních ploch. Z hlediska ochrany přírody jsou významné mokřadní biotopy. Z chráněných a ohrožených druhů rostlin zde rostou desítky rostlin prhy arniky (Arnica montana), tisíce rostlin prstnatce májového (Dactylorhiza majalis) a souvislé porosty vachty trojlisté (Menyanthes trifoliata).
Faunu zde zastupují brouci (Coleoptera) a motýli (Lepidoptera Linnaeus) s hojným zlatohlávkem tmavým (Oxythyrea funesta), vzácným hnědáskem chrastavcovým (Euphydryas aurinia).
Z obojživelníků (Amphibia) jsou to čolek velký (Triturus cristatus), čolek obecný (Lissotriton vulgaris), ropucha obecná (Bufo bufo) a skokan hnědý (Rana temporaria). Z plazů (Reptilia) zde žijí slepýš křehký (Anguis fragilis) a užovka obojková (Natrix natrix). Z měkýšů (Mollusca) žije ve vodě značná populace škeble rybničné (Anodonta cygnea). Na tahové zastávce a nebo potravními zálety zde žije populace ptáků (Aves). Patří mezi ně kopřivka obecná (Mareca strepera), linduška luční (Anthus pratensis), rorýs obecný (Apus apus), čáp černý (Ciconia nigra), moták pochop (Circus aeruginosus), vlaštovka obecná (Hirundo rustica), ťuhýk obecný (Lanius collurio), žluna šedá (Picus canus) a bramborníček hnědý (Saxicola rubetra).